# Divisione No. 15 (Manitoba)
La Divisione No. 15, o Western Manitoba (parte della Westman Region) è una divisione censuaria del Manitoba, Canada di 21.417 abitanti.

## Comunità
- Birtle
- Erickson
- Hamiota
- Minnedosa
- Neepawa
- Rapid City
- Shoal Lake
- St. Lazare